# Crinas
Crinas ou Crinias est un médecin marseillais du Ier siècle, contemporain de l'empereur Néron. Pratiquant la médecine à Marseille, en ayant des connaissances mathématiques et astrologiques, il s'établit à Rome pour devenir un médecin clientéliste à la mode, amassant une grande fortune. Ce que l'on sait de lui tient en quelques lignes de Pline l'Ancien, dans son Histoire naturelle, livre XXIX, 5 (9).

## Contexte
Pour un article plus général, voir Marseille antique.
A la fin de la République romaine, Marseille est toujours une ville grecque sous le nom de Massalia. Elle avait été jusqu’à sa conquête par Jules César en 49 av. J.C, la troisième puissance en méditerranée occidentale après Rome et Carthage. Son emprise territoriale côtière allait de la Ligurie à la Catalogne.  César fait raser ses murailles et la prive de ses territoires, car la cité avait pris le parti de Pompée contre lui, mais il lui garde son statut de ville autonome, en raison d'une vieille alliance avec Rome.
La République de Marseille garde une réputation de cité importante en matière d’éducation et d’enseignement, particulièrement en rhétorique, philosophie, médecine, astronomie et astrologie, en partie par ses contacts maritimes avec l’Orient, dont l'école médicale d'Alexandrie. La médecine est particulièrement développée : la ville emploie des médecins publics salariés, en contrôlant leur formation et leur exercice.
La médecine grecque s'introduit à Rome vers le IIe ou IIIe siècle av. J.-C. , notamment avec Asclépiade de Bithynie. Des médecins de toute la Méditerranée, attirés par le prestige de Rome, viennent y chercher la gloire et la fortune, d'autant plus qu'à Rome il n'existe pas d'école médicale officielle et que la médecine n'est pas règlementée.

## Biographie
Ce que l'on sait de Crinas tient en quelques lignes de Pline l'Ancien, dans son Histoire naturelle, livre XXIX, 5 (9).
Sous le règne de Néron, Crinas entend parler de Thessalos de Tralles, qui se faisait une grande réputation à Rome en pratiquant le même genre de médecine que lui. Crinas décide de s'établir à Rome pour le concurrencer. Très vite, par son éloquence supérieure, il diminue le crédit de Thessalos en lui prenant la moitié de sa clientèle. 
La doctrine de Crinas est l'iatromathématique ou astromédecine, probablement d'origine égyptienne  où il conjugue la médecine avec l'astronomie. Il consultait en effet les astres avant de prescrire régime alimentaire et horaire des repas à ses malades, selon des tables mathématiques, ce qui le fit passer comme plus prudent, plus savant et plus religieux que les autres médecins.
Crinas devient très riche : une étude portant sur les plus grandes fortunes de Rome au premier siècle, le classe en 17e position. il devient si riche, qu'après avoir payé de son vivant les fortifications de plusieurs villes, il laissa encore en mourant, à la ville de Marseille, dix millions de sesterces pour ses fortifications.
Pour un article plus général, voir Évergétisme.
Crinas n'a laissé aucun texte savant connu ou mentionné. Il est cité par Pline comme un exemple de médecin clientéliste à la mode, de ceux qui savent capter la confiance de leurs riches clients en étant éloquents et persuasifs. Ce genre de médecins est vivement critiqué par Pline et Galien, mais les historiens modernes ne prennent plus Galien au mot, préférant rester sur la réserve pour ne pas confondre la vérité historique avec la rivalité professionnelle,. 

## Postérité

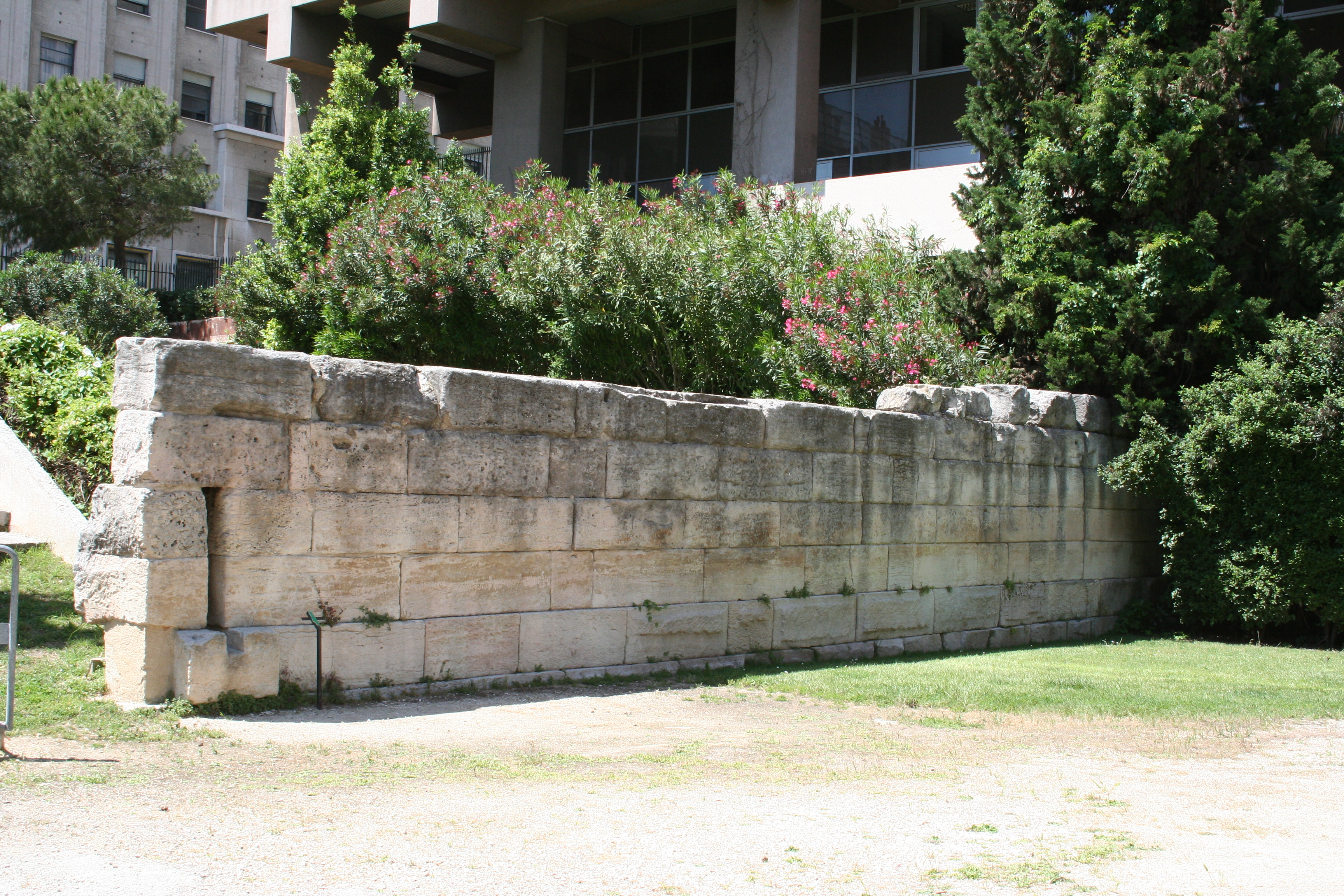
Le mur de Crinas de Marseille, vestige d'un rempart hellénistique du, reconstruit au

Son nom est associé au rempart hellénistique de Marseille (mur de Crinas) découvert en 1913 près de la Bourse, situé au Jardin des Vestiges, et que l'on a cru construit grâce à ses libéralités. En fait l'enceinte en blocs de calcaire rose fut reconstruite au milieu du Ier siècle apr. J.-C. et Crinas semble n'avoir aidé qu'à sa restauration, dans un but plus prestigieux que défensif.
L'Histoire littéraire de la France, compilation historique du XVIIIe siècle, lui consacre une notice.
Une rue de Marseille porte son nom, dans le 7e arrondissement.